# Göte Sjösten
Göte Vilhelm "Knubben" Sjösten, född 19 januari 1918 i Gamlestads församling, död 29 oktober 1999 i Kortedala församling, var en svensk fotbollsspelare (anfallare) som åren 1937–1947 representerade Gais. Han spelade sammanlagt 170 seriematcher för klubben och gjorde 71 mål.
Sjösten spelade i ungdomen i Olskroksklubben BK Forward, som han själv hade varit med och grundat tillsammans med bland andra Nils "Nippe" Johansson (senare Gais) och Anders Andersson (Bernmar) (senare IFK Göteborg). Han var en av Gais främsta straffläggare genom tiderna, och var även en bra passningsspelare som hade god blick för spelet och ett fruktat vänsterskott. Sommaren 1942 togs han ut i pressens lag för ett möte med svenska landslaget, tillsammans med tre andra gaisare: Sixten "Tjärpapp" Rosenqvist, Sven "Jack" Jacobsson och Arne Gustafsson. 1942 var han även med och tog hem svenska cupen med Gais efter fyra mål på fyra cupmatcher, bland annat ett mål i finalen mot IF Elfsborg.